# Corrida Internacional de São Silvestre de 1953
A Corrida Internacional de São Silvestre de 1953 foi a 29ª edição da prova de rua, realizada no dia 31 de dezembro de 1953, no centro da cidade de São Paulo, a largada aconteceu as 23h30m, a prova foi de organização da Cásper Líbero e A Gazeta Esportiva.
O vencedor foi o tcheco Emil Zatopek, com o tempo de 20m30.

## Percurso
Av. Cásper Líbero até o Edifício Palácio da Imprensa – Rua da Conceição, com 7.400 metros.

## Resultados

#### Masculino
- 1º Emil Zatopek (Tchecoslováquia) - 20m30s

### Participações
- Participantes: 2140 atletas
- Chegada: 1150 atletas.[3]